# Dwars door het Hageland (vrouwen)
Dwars door het Hageland voor vrouwen wordt sinds 2021 verreden, over een vergelijkbaar parcours als dat van de mannen, met aankomst op de Citadel van Diest.
De wedstrijd dient niet verward te worden met de Omloop van het Hageland (voorheen bekend als Tielt-Winge) die van 2005 tot 2024 in het openingsweekend werd verreden.

## Winnaressen
| Jaar | Winnaar                     | 2e plaats               | 3e plaats        |
| ---- | --------------------------- | ----------------------- | ---------------- |
| 2021 | Chantal van den Broek-Blaak | Christine Majerus       | Lorena Wiebes    |
| 2022 | Ilaria Sanguineti           | Christina Schweinberger | Femke Markus     |
| 2023 | Lotte Kopecky               | Christina Schweinberger | Pfeiffer Georgi  |
| 2024 | Lucinda Brand               | Thalita de Jong         | Karlijn Swinkels |
| 2025 | Lorena Wiebes               | Fleur Moors             | Millie Couzens   |

### Overwinningen per land
| Overwinningen | Land           |
| ------------- | -------------- |
| 3             | Nederland      |
| 1             | België, Italië |